# Yūsuke Nakano
Yūsuke Nakano (jap. 中野 祐輔, Nakano Yūsuke) ist ein japanischer Spieleentwickler und -Illustrator. Er arbeitet bei Nintendo und war unter anderem an den Reihen Super Mario und The Legend of Zelda beteiligt.

## Wirken
Nakano bezeichnete Richard Corben sowie Frank Frazetta als große Inspirationen. Früh zeigte er Interesse an amerikanischer Comic- und Fantasy-Kunst und studierte Ölmalerei an einer Kunstschule. Später erfüllte er sich seinen Berufswunsch als Illustrator und wurde bei Nintendo angestellt. Zunächst musste der die Druckqualität von exportiertem Material überwachen und stieß später den Entwicklungsabteilungen des Konzerns bei, wo er Illustrationen für Anleitungen und Verpackungen der Spiele anfertigte. Zum Beginn der Ära der N64-Konsole (1996) ließ Nintendo Spieleillustrationen verstärkt intern anfertigen, sodass Nakano stärker involviert war und für Spiele der Super-Mario-Serie arbeitete. Als Nintendo einen Illustrator für das spätere N64-Spiel The Legend of Zelda: Ocarina of Time (1998) suchte, bewarb sich Nakano. Da Yoshiaki Koizumi, einer der Director des Spiels, Nakanos Zeichnungen mochte, wurde dieser auf das Projekt angesetzt. Zwar plante Nakano nicht, für weitere Zelda-Spiele zu zeichnen, war aber an vielen weiteren Serienablegern als Illustrator beteiligt.

## Ludografie
- New Super Mario Bros. U (Wii U 2012) – Special Thanks
- Mario Kart 7 (3DS 2011) – Illustration Supervisor
- The Legend of Zelda: Skyward Sword (Wii 2011) – Illustrator
- Super Mario 3D Land (3DS 2011) – Illustration
- Donkey Kong Country Returns (Wii 2010) – Character Supervisor
- Mario vs. Donkey Kong: Mini-Land Mayhem! (DS 2010) – Illustration Supervisor
- Super Mario Galaxy 2 (Wii 2010) – Illustration
- Xenoblade Chronicles (Wii 2010) – Special Thanks
- The Legend of Zelda: Spirit Tracks (DS 2009) – Illustration Supervisor
- Mario & Luigi: Bowser's Inside Story (DS 2009) – Illustration Supervisor
- Mario & Sonic bei den olympischen Winterspielen (Wii 2009) – Illustration Supervisor
- Punch-Out!! (Wii 2009) – Graphic Supervisor
- Captain★Rainbow (Wii 2008) – Illustration Supervisor
- Fire Emblem: Shadow Dragon (DS 2008) – Battle Unit
- Mario Kart Wii (Wii 2008) – CG Illustration Supervisor
- Mario Super Sluggers (Wii 2008) – CG Illustrations Supervisor
- Wario Land: Shake It! (Wii 2008) – Illustration
- Donkey Kong: Jungle Climber (2007) – CG Illustrations Supervisor
- The Legend of Zelda: Phantom Hourglass (DS 2007) – Illustration
- Mario Party 8  (Wii 2007) – CG Illustration Supervisor
- Mario Party DS (DS 2007) – CG Illustration Supervisor
- Mario & Sonic bei den olympischen Spielen (Wii 2007) – Illustration Supervisor
- Mario Strikers Charged (2007) – Illustration Supervisor
- Super Mario Galaxy (Wii 2007) – Illustration Supervisor
- Super Paper Mario (Wii 2007) – Artwork
- Wario: Master of Disguise (DS 2007) – Illustration Supervisor
- The Legend of Zelda: Twilight Princess (GameCube/Wii 2006) – Main Character Design/Illustration
- Mario vs. Donkey Kong 2: March of the Minis (DS 2006) – Illustration Supervisor
- WarioWare: Smooth Moves (Wii 2006) – Illustration Supervisor
- Yoshi’s Island DS (DS 2006) – Illustration Superviso
- Mario & Luigi: Zusammen durch die Zeit (DS 2005) – Illustration Supervisor
- Mario Party 7 (GameCube 2005) – CG Illustration Supervisor
- Nintendogs (Nintendo DS 2005) – Artwork Advisor
- Super Mario Strikers (GameCube 2005) – In‑Game Graphic Supervisor
- The Legend of Zelda: Four Swords Adventures (GameCube 2004) – Special Thanks
- Mario Golf: Advance Tour (Game Boy Advance 2004) – CG Illustrators
- Mario Golf: Toadstool Tour (GameCube 2003) – CG Illustrator
- The Legend of Zelda: Oracle of Ages (GBC 2001) – Character Design
- The Legend of Zelda: Oracle of Seasons (GBC 2001) – Character Design
- Wave Race: Blue Storm (GameCube 2001) – Character Illustration
- Mario Party 3 (N64 2000) – Package Illustrator
- Mario Tennis (N64 2000) – CG Design / Package Design
- Pokémon Stadium 2 (N64 2000) – Artwork
- Mario Golf (Game Boy Color 1999) – Graphics Support
- Pokémon Stadium (N64 1999) – Special Thanks
- The Legend of Zelda: Ocarina of Time (N64 1998) – Illustrator
- Mario Kart 64 (N64 1996) – Special Thanks
- Super Mario 64 (N64 1996) – CG Illustrator
- Wave Race 64: Kawasaki Jet Ski (N64 1996) – Package Design
- Galactic Pinball (Virtual Boy 1995) – Artwork
- Teleroboxer (Virtual Boy 1995) – Special Thanks
- Virtual Boy Wario Land (Virtual Boy 1995) – Printed Artwork
- Super Metroid (Super Nintendo Entertainment System 1994) – Printed Artwork
- Wario Land: Super Mario Land 3 (Game Boy 1994) – Packaging Designer